# Krwawy sport
Krwawy sport (ang. Bloodsport) – amerykański film fabularny z 1988 roku w reżyserii Newta Arnolda, który zapoczątkował hollywoodzką karierę Jean-Claude’a Van Damme’a.
W kwietniu 2025 roku pojawiły się doniesienia, iż wytwórnia filmowa A24 prowadzi obecnie negocjacje w sprawie praw do remake’u.

## Fabuła
Najlepsi wojownicy różnych stylów walki przygotowują się do udziału w nielegalnym turnieju kumite w Hongkongu. Wśród nich jest Amerykanin Frank W. Dux, który zaprzyjaźnia tam się ze swoim współrodakiem Rayem Jacksonem. Dux wspaniale radzi sobie w turnieju, wygrywa walkę za walką. Dłużny nie pozostaje Chong Li, wielokrotny mistrz kumite.

## Obsada
- Jean-Claude Van Damme – Frank Dux
  - Pierre Rafini – młody Frank
- Donald Gibb – Ray Jackson
- Leah Ayres – Janice Kenn
- Ken Siu – Victor Lin
- Norman Burton – Helmer
- Forest Whitaker – Rawlins
- Bolo Yeung – Chong Li
- Philip Chan – kapitan Chen
- Roy Chiao – Senzo Tanaka
- Bernard Mariano – Sadiq Hossein
- Kimo Lai Kwok Ki – Hiro
- Bill Yuen Ping Kuen – Oshima
- Sean Ward – Shingo Tanaka
- Lily Leung – pani Tanaka
- A.P. George – sędzia turnieju
- Dennis Chiu – Chuan Ip Mung
- Paulo Tocha – Paco
- David Ho – Pumola
- Cihangir Gaffari – Gustafson
- Eric Neff – Ricardo Morra
- Joao Gamez – on sam
- John Law – Chan Lulu
- Michel Qissi – Suan Paredes
- John Cheung – Toon Wing Sum
- Steve Daw – on sam
- Hung Chi Shing – on sam
- Samson Li – Budimam Prang
- Nathan Chkueke – Sen Ling

## Kontrowersje
Film został oparty na karierze Franka W. Duxa w sportach walki opisanej w artykule magazynu Black Belt. Według filmu Dux zakończył karierę jako niepokonany mistrz świata wagi ciężkiej full contact kumite. W trakcie kariery w latach 1975-80 stoczył 329 walk. Jest nieoficjalnym rekordzistą świata w następujących kategoriach: najszybszy nokaut (3,2 sekundy); najszybszy cios nokautujący (0,12 sekundy); najszybsze nokautujące kopnięcie (116 km/h); najdłuższa seria wygranych przez nokaut w jednym turnieju (56). Kariera Duxa nie znajduje jednak potwierdzenia w faktach, w szczególności nie ma żadnych dokumentów potwierdzających jego udział w turniejach, ani też nie ma nikogo, kto mógłby potwierdzić istnienie rzekomego trenera Duxa. Brak również dowodów na istnienie turnieju Kumite, zważywszy na problemy logistyczne przy utrzymaniu tajnego charakteru turnieju.

## Nagrody i nominacje
Złota Malina 1988
- Najgorszy debiut aktorski – Jean-Claude Van Damme (nominacja)